# بورخا ایگلسیاس
بورخا ایگلسیاس (انگلیسی: Borja Iglesias؛ زادهٔ ۱۷ ژانویهٔ ۱۹۹۳) بازیکن فوتبال اهل اسپانیا است که در پست مهاجم بازی می‌کند.
از باشگاه‌هایی که در آن بازی کرده است می‌توان به سلتاویگو و اسپانیول اشاره کرد.